# Acacia muricata
Acacia muricata är en ärtväxtart som först beskrevs av Carl von Linné, och fick sitt nu gällande namn av Carl Ludwig von Willdenow. Acacia muricata ingår i släktet akacior, och familjen ärtväxter. Inga underarter finns listade i Catalogue of Life.